# Лісна Владислава Русланівна
Владисла́ва Русла́нівна Лісна́ (нар. 16 червня 1996, Харків) — українська бадмінтоністка, чемпіонка в парних жіночих змаганнях IV Європейських студентських Ігр 2018 року в Португалії (разом Мариною Ільїнською), учасниця Літніх юнацьких Олімпійських ігр 2014 року в Нанкіні, Китай.

## Життєпис
Бадмінтоном почала займатись з 11-річного віку. Перший тренер — Стерін Михайло Борисович.
Закінчила Національний технічний університет «Харківський політехнічний інститут».

## Досягнення

### BWF International Challenge/Series
Жінки. Парний розряд
| Рік  | Турнір      | Партнер         | Суперник                    | Рахунок          | Результат  |
| ---- | ----------- | --------------- | --------------------------- | ---------------- | ---------- |
| 2016 | Slovak Open | Дар'я Самарчанц | Марія Міцова Петя Неделчева | 5–11, 4–11, 3–11 | Фіналістка |

     турнір BWF International Challenge
     турнір BWF International Series
     турнір BWF Future Series